# Matt Walters
(en) Statistiques sur pro-football-reference
Matt Walters, né le 22 août 1979 à Melbourne, est un joueur américain de football américain.

## Enfance
Walters étudie à la Eau Gallie High School où il joue dans les équipes de football américain, golf et basket-ball.

## Carrière

### Université
Il entre à l'Université de Miami et intègre l'équipe des Hurricanes. Il domine l'équipe au niveau des tacles lors de ses deux dernières saisons. Il remporte le titre d'athlète (football)-étudiant de la Big East Conference 2002.

### Professionnel
Matt Walters est sélectionné au cinquième tour de la draft de la NFL de 2003 par les Jets de New York, au 150e choix. Pour sa saison de rookie, il entre au cours de onze match et force un fumble. Cependant, il n'est pas conservé et résilié avant le début de la saison 2004.